# Oxytropis chitralensis
Oxytropis chitralensis är en ärtväxtart som beskrevs av Syed Irtifaq Ali. Oxytropis chitralensis ingår i släktet klovedlar, och familjen ärtväxter. Inga underarter finns listade i Catalogue of Life.